# Phoneminventar
Das Phoneminventar (auch: phonologisches Inventar) einer natürlichen Sprache setzt sich zusammen aus der Menge der von der Sprache verwendeten Phoneme. Phoneme sind die kleinsten bedeutungsunterscheidenden Einheiten einer gesprochenen Sprache. Jede Sprache hat ihr eigenes Phoneminventar. Jedem Phoneminventar liegt ein Phonemsystem zugrunde, das auf der Grundlage der phonologischen Merkmale der Phoneme bestimmt werden kann.
Alle Sprachen haben sowohl Konsonanten als auch Vokale in ihrem Phoneminventar. Diese werden entsprechend als Konsonantenphoneme und Vokalphoneme bezeichnet.

## Größe von Phoneminventaren
Die Größe der Phoneminventare der bekannten Sprachen ist sehr unterschiedlich.
Die Größe von Konsonanteninventaren reicht von sechs im Rotokas (einer papua-neuguineischen Sprache) bis zu 122 Konsonanten im ǃXóõ (einer Khoisan-Sprache). Das durchschnittliche Konsonanteninventar umfasst 22,7 Phoneme. Besonders kleine Konsonanteninventare finden sich vor allem in Sprachen aus Neuguinea und dem Amazonasbecken, besonders große Inventare findet man vor allem in Sprachen Afrikas südlich des Äquators und in Sprachen, die im Nordwesten Nordamerikas gesprochen werden.
Die Größe von Vokalinventaren reicht von nur zwei Vokalen im Yimas (ebenfalls einer papua-neuguineischen Sprache) bis zu 14 im Deutschen. Im Durchschnitt umfasst ein Vokalinventar ungefähr acht Phoneme. In amerikanischen Sprachen finden sich überdurchschnittlich oft kleine Vokalinventare von drei oder vier Phonemen, auch australische Sprachen verfügen oft nur über ein kleines Inventar. In afrikanischen Sprachen dominieren große Vokalinventare (dies scheint mit der Präferenz zur Vokalharmonie in den Niger-Kongo-, nilosaharanischen und den afroasiatischen Sprachen zusammenzuhängen). Auch in Sprachen Südostasiens und den europäischen Sprachen finden sich überdurchschnittlich viele Vokalphoneme. Die große Zahl von Vokalen im Deutschen erklärt sich daraus, dass sich Kontraste in der Vokallänge in Kontraste der Vokalqualität geändert haben.
Die Größe von Phoneminventaren nimmt tendenziell mit größerer Entfernung von Afrika ab; dies wird als Gründereffekt interpretiert und als Bestätigung der Out-of-Africa-Hypothese, die den Ursprung der Menschheit in Afrika verortet, gesehen.

## Isolationsverfahren
Die Ermittlung und Vereinzelung der einzelnen Phoneme ist Aufgabe der Phonemanalyse. Sie ermittelt die Phoneme mittels Klassifikation und Segmentierung. In Europa kommt dabei vorwiegend das Verfahren der Prager Schule zum Zuge, bei dem Minimalpaare gebildet werden. Die Unterscheidungsmerkmale der einzelnen Phoneme werden durch die Opposition analysiert. Die US-amerikanische taxonomische Linguistik verwendet vorwiegend den Kommutationstest, um Zusammenhänge und Unterschiede der Phoneme bei der Wortbildung (syntagmatische und paradigmatische Variationen der Phoneme) zu ermitteln und sie damit zu isolieren.

## Sammlungen
Die Phoneminventare werden seit 1984 gesammelt in der UCLA Phonological Segment Inventory Database (UPSID). Bislang sind in der Datenbank die Inventare von 451 Einzelsprachen aufgeführt. Sie enthält 921 verschiedene Phoneme, 652 Konsonanten und 269 Vokale. Diese sind bezüglich ihrer Sprachverwandtschaft zueinander gewichtet. So sind z. B. die Unterschiede einer einzelnen westgermanischen Unterfamilie gegenüber der indoeuropäischen Sprachfamilie auswertbar. Gründungsvater der UPSID ist der Phonetiker Ian Maddieson von der University of California, Los Angeles (UCLA).
Eine weitere Datenbank ist das Stanford Phonological Archive (SPA), welches 196 Einzelsprachen zur Verfügung stellt.

## Lautsystem – Phonemsystem/-inventar
Die Lautsysteme sind Gegenstand der Phonetik; man muss sie von den Phonemsystemen/-inventaren unterscheiden. Nicht alle Sprachlaute und nicht alle ihre phonetischen Eigenschaften sind phonologisch bedeutsam. Im Deutschen etwa ist die Aspiration (Behauchung) der Verschlusslaute phonetisch wichtig, nicht aber phonologisch. Das Gleiche gilt für den sog. Knacklaut, der im Deutschen als rein phonetische Erscheinung betrachtet wird, die aber phonologisch nicht relevant ist.